# Spinning Around
„Spinning Around“ je píseň australské popové zpěvačky Kylie Minogue, která byla vydána na jejím sedmém studiovém albu Light Years. Skladba vyšla jako první singl alba 19. června 2000. Jejími autory jsou Ira Shickman, Osborne Bingham, Kara DioGuardi a Paula Abdulová. Video zachycuje Minogue v páru drobných zlatých teplé kalhoty, tančí v nočním klubu.

## Formáty a seznam skladeb
Britské / Australské CD 1
1. „Spinning Around“ – 3:28
2. „Spinning Around“ (Sharp Vocal Mix) – 7:04
3. „Spinning Around“ (7th Spinnin' Dizzy Dub) – 5:23
4. „Spinning Around“ (Video)

Britské / Australské CD 2
1. „Spinning Around“ – 3:28
2. „Cover Me with Kisses“ – 3:08
3. „Paper Dolls“ – 3:34

Evropské CD 1
1. „Spinning Around“ – 3:28
2. „Cover Me with Kisses“ – 3:08
3. „Paper Dolls“ – 3:34
4. „Spinning Around“ (Sharp Vocal Mix) – 7:04
5. „Spinning Around“ (Video)

## Hitparáda
| Země                           | Umístění |
| ------------------------------ | -------- |
| Austrálie                      | 1.       |
| Belgie (Flandry)               | 35.      |
| Belgie (Valonsko)              | 39.      |
| Nizozemí (Dutch Top 40)        | 30.      |
| Nizozemí (Mega Single Top 100) | 31.      |
| Francie                        | 28.      |
| Německo                        | 62.      |
| Irsko                          | 4.       |
| Nový Zéland                    | 2.       |
| Švédsko                        | 42.      |
| Švýcarsko                      | 34.      |
| Velká Británie                 | 1.       |